# S-League 2022-23
La S-League 2022-23 fue la edición número 19 de la S-League. La temporada comenzó el 15 de julio de 2022 y terminó el 12 de marzo de 2023. El Central Coast es el campeón defensor luego de conseguirlo en la temporada 2021 por primera vez en su historia.

## Formato
Participarán 12 equipos de los cuales jugarán entre sí mediante sistema de todos contra todos 2 veces totalizando 22 partidos cada uno. Al término de la temporada los dos primeros clasificados obtendrán un cupo a la Liga de Campeones de la OFC 2023. Todos los partidos se jugarán en el Estadio Lawson Tama.

## Equipos participantes
| Pos. | Equipo           | Ciudad       | Estadio             | Capacidad |
| ---- | ---------------- | ------------ | ------------------- | --------- |
| 1    | Central Coast    | Honiara      | Estadio Lawson Tama | 10000     |
| 2    | Solomon Warriors | Honiara      | Estadio Lawson Tama | 10000     |
| 3    | Waneagu United   | Honiara      | Estadio Lawson Tama | 10000     |
| 4    | Henderson Eels   | Honiara      | Estadio Lawson Tama | 10000     |
| 5    | Real Kakamora    | Makira-Ulawa | Estadio Lawson Tama | 10000     |
| 6    | Isabel United    | Isabel       | Estadio Lawson Tama | 10000     |
| 7    | Kossa            | Honiara      | Estadio Lawson Tama | 10000     |
| 8    | Laugu United     | Honiara      | Estadio Lawson Tama | 10000     |
| 9    | Marist           | Honiara      | Estadio Lawson Tama | 10000     |
| 10   | Southern United  | Honiara      | Estadio Lawson Tama | 10000     |
| 11   | Honiara City     | Honiara      | Estadio Lawson Tama | 10000     |
| 12   | Kula             | Honiara      | Estadio Lawson Tama | 10000     |

## Desarrollo

### Clasificación
| Pos. | Equipo               | Pts. | PJ | G  | E | P  | GF | GC | Dif. | Clasificación 2022-23  |
| ---- | -------------------- | ---- | -- | -- | - | -- | -- | -- | ---- | ---------------------- |
| 1    | Solomon Warriors (C) | 55   | 22 | 17 | 4 | 1  | 61 | 19 | +42  | Liga de Campeones 2023 |
| 2    | Kossa                | 48   | 22 | 15 | 3 | 4  | 66 | 27 | +39  | Liga de Campeones 2023 |
| 3    | Central Coast        | 47   | 22 | 15 | 2 | 5  | 68 | 21 | +47  |                        |
| 4    | Henderson Eels       | 43   | 22 | 13 | 4 | 5  | 57 | 29 | +28  |                        |
| 5    | Laugu United         | 40   | 22 | 12 | 4 | 6  | 48 | 32 | +16  |                        |
| 6    | Waneagu United       | 39   | 22 | 11 | 6 | 5  | 57 | 30 | +27  |                        |
| 7    | Marist               | 29   | 22 | 8  | 5 | 9  | 27 | 29 | −2   |                        |
| 8    | Honiara City         | 22   | 21 | 6  | 4 | 11 | 29 | 40 | −11  |                        |
| 9    | Isabel United        | 18   | 22 | 5  | 3 | 14 | 29 | 55 | −26  |                        |
| 10   | Southern United      | 15   | 22 | 3  | 6 | 13 | 37 | 63 | −26  |                        |
| 11   | Real Kakamora        | 10   | 22 | 3  | 1 | 18 | 19 | 90 | −71  |                        |
| 12   | Kula                 | 5    | 21 | 1  | 2 | 18 | 25 | 87 | −62  |                        |

Actualizado a los partidos jugados el 19 de febrero de 2023.
 Fuente: Telekom S-League Table